# Dolichoderus anglicus
Dolichoderus anglicus é uma espécie de formiga do gênero Dolichoderus.